# Юсуф
Ю́суф (араб. يوسف‎) — исламский пророк, сын пророка Якуба, обладавший способностью толковать сны. Отождествляется с библейским пророком Иосифом. Истории его жизни посвящена 12-я сура Корана «Юсуф», состоящая из 111-ти аятов, в Коране упоминается 27 раз.

## История Юсуфа согласно Корану
Ещё ребёнком Юсуф увидел пророческий сон, который Якуб, его отец, истолковал так:

Твой Господь изберёт тебя, научит тебя толковать сны и одарит совершенной милостью тебя и род Якуба.
—  12:6
Трепетное отношение отца к Юсуфу вызывало ревность и ненависть у его старших сыновей от другой жены, и, сговорившись, они решили убить его, но в последний момент передумали и сбросили Юсуфа в колодец, а отцу сказали, что его растерзал волк.
Тем временем проходящий мимо караван послал водоноса за водой. Он опустил своё ведро и увидев Юсуфа воскликнул: «радостная весть! Это же мальчик!» Караванщики забрали Юсуфа, чтобы продать его далеко от дома.

«И они продали его за ничтожную цену — за немногие дирхемы, желая избавиться от него».
— Коран 12:19, 20
Эти люди, направлялись в Египет несмотря на то, что были поражены красотой Юсуфа, они предположили, что он чей-то раб, и поспешили дёшево продать мальчика, опасаясь, что объявится его хозяин. В Египте продали его одному из египетских вельмож.

## Юсуф в Египте

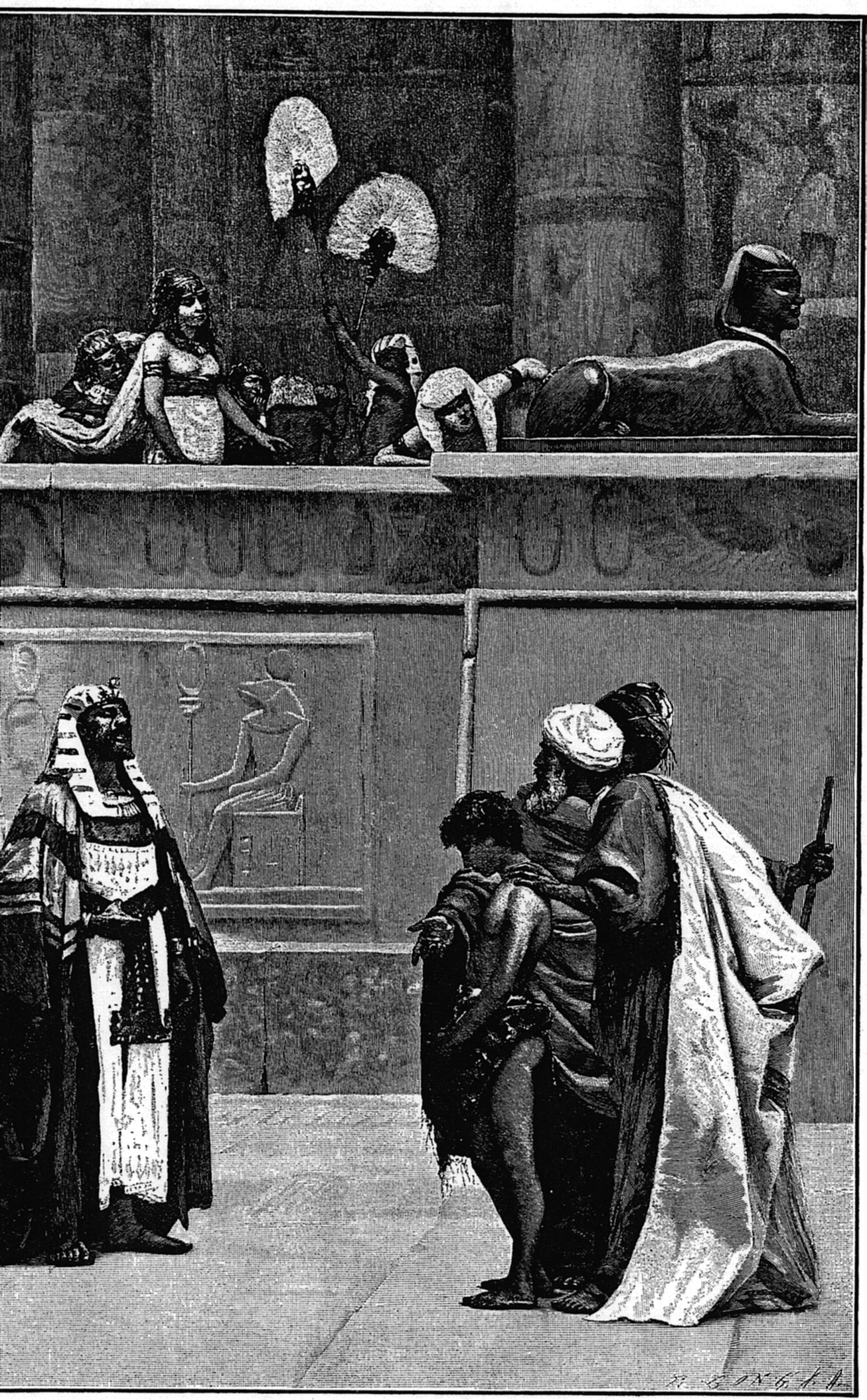
Знатный египтянин покупает Юсуфа, гравюра А. Фальди

«Тот житель Египта, который купил Юсуфа, сказал своей жене: «Относись к нему хорошо. Быть может, он пригодится нам или мы усыновим его». Так Всевышний дал Юсуфу прочное положение в этой стране, (соблаговолил) научить его толкованию снов. Аллах победно и мудро завершает Своё дело, однако большинство людей не ведает (об этом)»
—  12:21
В самом Коране покупатель не назван по имени, вместо имени он назван как ‘азиз Миср (араб. عزيز مصر‎ — «знатный египтянин»). В тафсирах говорится, что работорговец, который выкупил Юсуфа, затем перепродал его вельможе. Если прежде Юсуф, был продан за бесценок, теперь же был оценён очень высоко, за него дали золото, серебро, изумруд, шёлк и миск — в количестве, равном весу самого Юсуфа. Вельможа обнаружил в Юсуфе ум и незаурядные способности, которые необходимы в государственных делах и в дальнейшем намеревался использовать его именно на этом поприще. К тому же, он хотел усыновить Юсуфа, так как у него не было детей.
Шли дни… 

«Когда  Юсуф  достиг  совершеннолетия,  Мы  даровали ему мудрость и знание. Так Мы вознаграждаем тех, кто вершит добро»
—  12:22

## Юсуф и Зулейха
У министра была очень красивая жена по имени Зулейха. Когда Юсуф вырос, он стал весьма привлекательным молодым человеком, и Зулейха стала проявлять к нему интерес, испытывая страсть и желание. Об этом сказано в Коране:

«Женщина, в доме которой жил Юсуф, стала соблазнять его, заперла двери и сказала: «Приди ко мне». Он ответил: «Упаси Аллах! Ведь мой Господь предоставил мне прекрасное убежище, а нечестивцы никогда не будут преуспевающими». «Она возжелала его, и он возжелал бы её тоже, если бы не увидел прежде знамения Господа своего. Так повелели Мы, чтобы отвратить от него зло и прелюбодеяние, ибо он, воистину, из числа Наших верных рабов»—  12:23, 24
Когда Зулейха хотела принудить Юсуфа к прелюбодеянию, Юсуф дважды слышал голос, который предостерегал его от этого. Юсуф увидел знамение от Аллаха, он в сильнейшем испуге отвернулся от соблазнительницы и побежал к двери, а Зулейха устремилась вдогонку. Об этом сказано в Коране:

«Они бросились к двери, опережая друг друга, и она порвала со спины рубаху Юсуфа. У дверей они наткнулись на её мужа. Она вскричала: «Как иначе можно покарать того, кто покушался на честь твоей жены, если не заточить в темницу, не (подвергнуть) мучительному наказанию?!»—  12:25
Юсуф сказал, что Зулейха пыталась соблазнить его. Юсуф взмолился, чтобы Всевышний Аллах явил свидетельство его непричастности греху, и тогда находившийся в комнате ребёнок сказал, что «если его рубаха разорвана спереди, то она говорит правду, а он — ложь, если его рубаха разорвана со спины, то она лжёт, а он говорит правду». Убедившись, что его рубаха разорвана со спины, муж сказал: «Воистину, все это — только часть из ваших козней, а козни ваши превелики! Юсуф! Забудь об этом. А ты, жена проси прощения за своё прегрешение, ибо ты совершила грех». Эта история получила огласку в городе.

## Юсуф и царь Египта
В Египте Юсуф стал призывать людей к единобожию, а также растолковал сны двум юношам, попавшим с ним в темницу. Одному он предсказал свободу и должность виночерпия у царя, а второму, хлеборобу — казнь. Данное предсказание сбылось. Однажды царю приснился сон о том, что семь тощих коров пожирают семерых тучных, а также семь зелёных колосьев и семь высохших. Царь попросил придворных растолковать сон, тут виночерпий вспомнил о способностях Юсуфа и посоветовал его царю. Юсуф сообщил о том, что после семи обильных лет наступят семь тяжёлых лет, и что необходимо к ним подготовиться. Тем самым Юсуф спас народ страны от голода, а царь доверил ему управление запасниками и складами Египта.
Прошло много лет, и братья Юсуфа, гонимые нуждой и голодом, прибыли в Египет с целью торга. Юсуф сразу узнал своих братьев, братья же не узнали выросшего Юсуфа, Юсуф снабдил их провизией и отправил за младшим братом Биньямином, пообещав дать ему его удел лично. По приезде Биньямина Юсуф хитростью оставил своего младшего и любимого брата при себе, а к отцу отправил доброго вестника. Вскоре родители и братья Юсуфа, которые покаялись в содеянном, перебрались в Египет.

## Красота Юсуфа
Пророк Юсуф, как и все пророки, отличался от других людей необычайной красотой и, если какая-либо женщина обращалась к Юсуфу с просьбой, то он прикрывал лицо, чтобы она не впала в искушение. В сборнике хадисов Муслима приводится хадис Анаса ибн Малика о восхождении пророка Мухаммада на небеса, и в нём сообщается, пророку Юсуфу была дарована половина красоты. По мнению Абу ль-Касима ас-Сухайли, «красота Юсуфа равнялась половине красоты Адама, потому что Аллах создал Адама и придал ему самый совершенный и самый прекрасный облик. Никто из его потомков не может сравниться с ним по красоте, а Юсуфу была дарована половина его красоты» Выдающийся исламский толкователь Корана, хадисовед, факих и историк Ибн Кутайбы, комментируя хадис о мирадже предполагал, что «Всевышний Аллах установил для красоты определённый предел и одарил [такой красотою] те из творений, которые пожелал: либо ангелов, либо гурий. Юсуфу была дарована половина той красоты, и он был очень красив на лицо. И ошибаются те, кто думает, что он получил половину всей красоты, а вторая половина досталась всем остальным людям»

## Юсуф в литературе и искусстве
- По кораническим сюжетам о Юсуфе написана известнейшая поэма Кул Гали «Кыйсса-и-Йосыф» (1212 год — первая редакция; 1233 год — вторая редакция). Наследие Кул Гали почитается татарами, чувашами, башкирами.
- «Юсуф и Зулейха» — литературно-фольклорный памятник многих народов Востока, в основе которого — библейско-кораническая легенда о Юсуфе (Иосифе).
- История Юсуфа пересказана в романе Томаса Манна «Иосиф и его братья» (1933—1943).
- В 2001 году на сцене Татарского театра оперы и балета (Казань) был поставлен балет «Сказание о Йусуфе» (музыка Л.Любовского, либретто Р.Хариса, хореография Г.Ковтуна)[8].
- В 2008 году на иранском телевидении был показан телесериал «Пророк Юсуф», снятый Фараджоллой Салахшуром.